# الساندرو ویسونه
الساندرو ویسونه (انگلیسی: Alessandro Visone؛ زادهٔ ۲۷ ژانویهٔ ۱۹۸۷) بازیکن فوتبال اهل ایتالیا است.
از باشگاه‌هایی که در آن بازی کرده‌است می‌توان به باشگاه فوتبال دلفینو پسکارا و باشگاه فوتبال اتلتیکو آرتزو اشاره کرد.